# IC 4104
IC 4104 је елиптична галаксија у сазвјежђу Ловачки пси која се налази на листи објеката дубоког неба у Индекс каталогу.
Деклинација објекта је + 38° 35' 32" а ректасцензија 13h 2m 18,2s. Привидна величина (магнитуда) објекта IC 4104 износи 15,0 а фотографска магнитуда 16,0.